# Иллюстрированный листок
«Иллюстри́рованный листо́к» — газета, выходившая еженедельно в Санкт-Петербурге с 1862 по 1863 год.
Издавал и редактировал газету В. Р. Зотов.
С 1859 по 1862 год называлась «Иллюстрированный семейный листок».
В 1863 году издатель объединил газету с журналом «Иллюстрация» и дал изданию новое название — «Иллюстрированная газета».

## Сотрудники, авторы
Сотрудником работал Кислов, Александр Степанович.